# Йохан I (Салм)
Йохан I фон Залм (на немски: Johann I von Salm; * 1247, Залм, Франция; † 1338) е граф на Горен Залм в Люксембург.

## Произход
Той е син на Хайнрих IV фон Залм († 1292/1293) и съпругата му графиня Лаурета фон Близкастел († 1269), наследничка на Хунолщайн, Бернкастел и Пютлинген, дъщеря на граф Хайнрих фон Близкастел († 1237) и Агнес фон Сайн († 1259/1266). Правнук е на граф Теобалд I де Бар († 1214) и на граф Хайнрих III фон Салм († 1246).

## Фамилия
Йохан I се жени ок. 1290 г. за Жана дьо Жоанвил (* ок. 1266; † сл. 1 юли 1297), наследничка на Нойвилер, дъщеря на Жефроа дьо Жоанвил († 1314). Те имат децата:
- Хайнрих († 1309)
- Йохан († ок. 1328)
- Симон I фон Залм († 26 юли 1346), убит в битката при Креци, женен 1334 г. за Матилда фон Саарбрюкен († сл. 1367), дъщеря на граф Симон V фон Саарбрюкен († 1325)
- Хайнрих († 1318), свещеник в Кьолн, каноник в Св. Ламбер в Лиеж, абат на Туин
- Николаус фон Залм († 1343), граф, женен пр. 30 януари 1335 г. за Аделхайд фон Лихтенберг († 1353), дъщеря на Йохан III фон Лихтенберг († 1327)
- Лорета († 1346), омъжена пр. 20 януари 1314 г. за граф Хайнрих II фон Спонхайм-Щаркенбург († 1323)
- Матилда († сл. 1341), омъжена пр. 17 февруари 1321 г. за граф Жофрид I фон Лайнинген-Харденбург († 1344)
- Агнес († ок. 1342), омъжена между 23 юни 1363 и 6 януари 1365 г. за граф Фридрих II фон Сарверден († 23 юни 1363/1365), син на граф Йохан I фон Сарверден († 1310)